# Хрустящие хлебцы

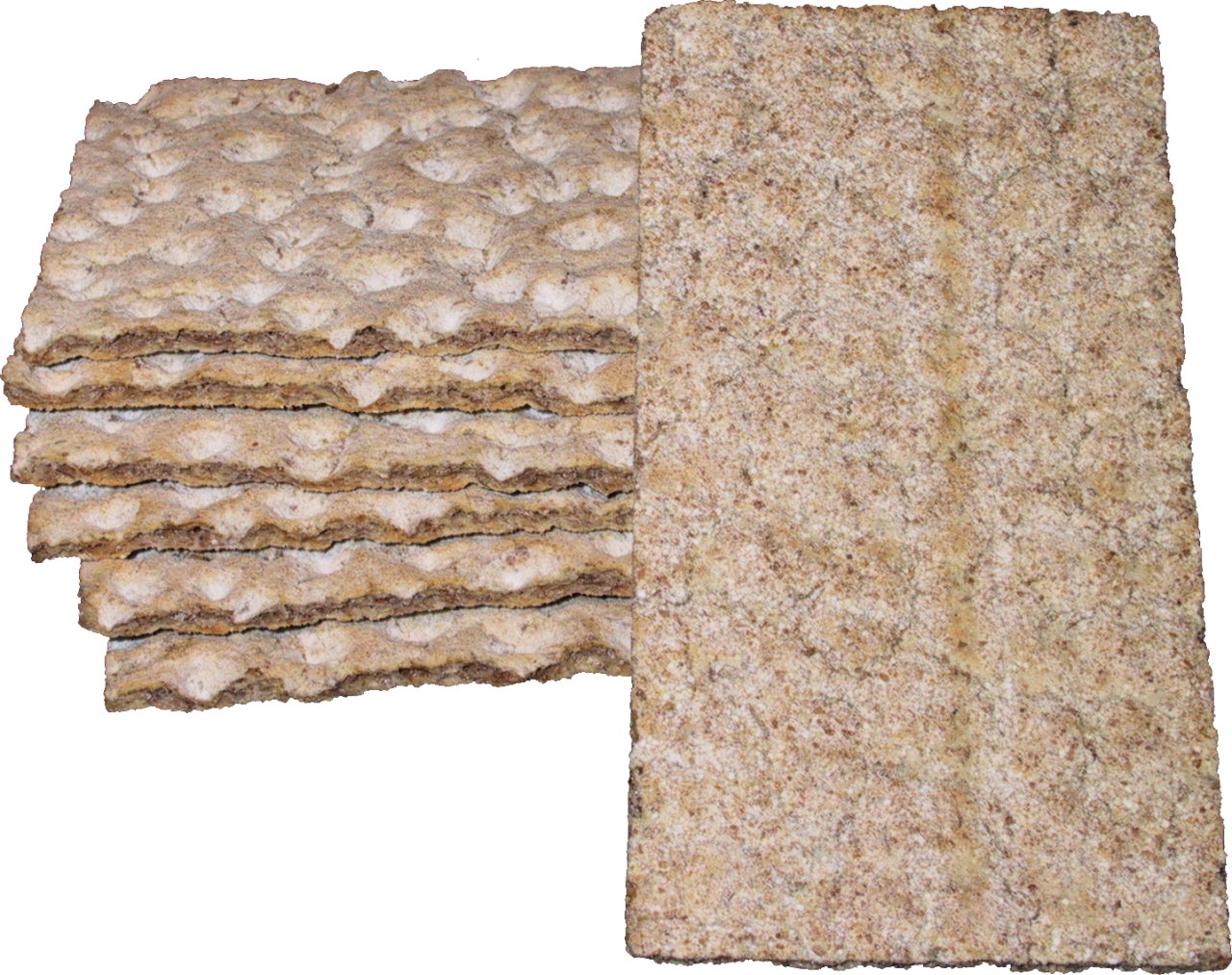
Один из видов хрустящих хлебцев

Хрустящие хле́бцы — разновидность сухарей, лёгкие, хрупкие и пористые пластины толщиной 6—10 мм обычно прямоугольной, но также округлой формы, выпекаемые из безопарного ржаного или ржано-пшеничного теста на большом количестве дрожжей. Согласно ГОСТ 9846-88 в России насчитывается около десятка наименований хрустящих хлебцев, в том числе с солью, корицей, к чаю и к пиву. Кроме того, существуют рецепты хрустящих хлебцев без использования дрожжей и спрессованные хлебцы из взорванного зерна пшеницы, риса или гречихи.
Простые и обдирные хлебцы выпускают из ржаной обойной и обдирной муки, десертные, домашние, московские хлебцы, а также хлебцы с корицей и к чаю — из ржаной сеяной и пшеничной муки 1-го сорта с добавлением сахара и жира. По окончании процесса брожения тесто для хрустящих хлебцев раскатывают в тонкую ленту толщиной 3—4 мм, накалывают и режут на пластины, отправляют на расстойку и далее выпечку и сушку при 40 °C.
Хрустящие хлебцы поступают в продажу в бумажных пачках. Считаются полезным продуктом питания, богатым витаминами, углеводами и пищевыми волокнами, и используются в лечебном и профилактическом питании. Кроме того, они удобны благодаря длительному сроку хранения. По сведениям В. В. Похлёбкина, хрустящие хлебцы появились в СССР в конце 1950-х годов как адаптация традиционного для Финляндии и Швеции кнэкебрёда. Похлёбкин рекомендовал потреблять хрустящие хлебцы с плавлеными сырами «Виола» и «Янтарь», креветочным маслом, паштетами, рыбными консервами, овощной икрой.